# Friedrich Rumler-Siuchniński
Friedrich Rumler-Siuchniński (* 15. März 1884 in Pilsen; † 1953) war ein Maler, Grafiker und Kunstgewerbler. Er pflegte mit „FR“ zu signieren.

## Leben
Rumler-Siuchniński studierte in Paris und in Berlin, unter anderem bei Lovis Corinth. Er war in Berlin und Worpswede tätig und Mitglied des Deutschen Künstlerbundes. Er gestaltete den Umschlag für Erich Mühsams Zeitschrift Fanal.
Ein Porträt von Mühsam, das Friedrich Rumler-Siuchniński schuf, befindet sich im Besitz der Stiftung Archiv der Akademie der Künste in Berlin. Zwei seiner Werke, ein Stillleben und das Bild Im Dorf, wurden 1922 in dem Sammelband Dreissig Jahre Worpswede publiziert. Anlässlich des 125-jährigen Jubiläums der Künstlergemeinschaft Worpswede wurde für das Jahr 2014 eine Reihe von Ausstellungen konzipiert. Rumler-Siuchnińskis Gemälde Weg bei Worpswede, um 1920 entstanden, ist in der Informationsbroschüre worpswede nonstop abgebildet.